# Judo al XII Festival olimpico estivo della gioventù europea
Le competizioni di judo al XII Festival olimpico estivo della gioventù europea si sono svolte dal 16 al 19 luglio 2013 a Utrecht, nei Paesi Bassi

## Podi

### Ragazzi
| Evento       | Oro                  | Argento               | Bronzo                                  |
| Fino a 50 kg | Elnur Abbasov        | Jorre Verstraeten     | Oğuzhan Karaca Matthijs van Harten      |
| Fino a 55 kg | Erekle Arkhozashvili | Peter Miles           | Elios Manzi Tornike Tsjkadoea           |
| Fino a 60 kg | Giorgi Katsiashvili  | Dzmitryj Minkoŭ       | Hidayat Heydarov Alberto Gaitero Martín |
| Fino a 66 kg | Ismail Časygov       | Petar Zadro           | Luka Harpf Simon Mamardashvili          |
| Fino a 73 kg | İslam Abanoz         | Tamazi Kirakozashvili | Oskar Tvauri Arso Milić                 |
| Fino a 81 kg | Michail Igol'nikov   | Ieso Kvirikashvili    | Maximilian Schneider Frank de Wit       |
| Fino a 90 kg | Sultan Abdullaev     | Martti Puumalainen    | Rok Polajzer John Jayne                 |
| Oltre 90 kg  | Ruslan Šachbazov     | Giorgi Dzebisashvili  | Fedir Panko Jur Spijkers                |

### Ragazze
| Evento       | Oro                  | Argento                | Bronzo                                   |
| Fino a 44 kg | Amber Gersjes        | Rabia Şenyayla         | Sofija Matatova Camelia Ionita           |
| Fino a 48 kg | Réka Pupp            | Betina Temelkova       | Andreja Leski Marta González Cava        |
| Fino a 52 kg | Gwenaëlle Patin      | Teodora Balasoiu       | Mariam Janashvili Larissa van Krevel     |
| Fino a 57 kg | Hilde Jager          | Stefania Adelina Dobre | İlayda Seyis Jennifer Vogel              |
| Fino a 63 kg | Lisa Mullenberg      | Szabina Gercsák        | Buga Kovač Paz Liebel                    |
| Fino a 70 kg | Giovanna Scoccimarro | Brigita Matić          | Sophie Berger Aleksandra Samardžić       |
| Oltre 70 kg  | Kamila Pasternak     | Eleonora Geri          | Sara Rodríguez Rodríguez Marina Bukreeva |